# Renate Görgen
Renate Görgen (* 1952 in Trier) ist eine deutsche Hörspiel- und Drehbuchautorin.

## Leben
Görgen studierte Grafik-Design in Trier und Kunsterziehung in Berlin. Zusammen mit Artur Schrödinger drehte sie den Animationsfilm Operation F.D.G.O, der 1980 bei dem Kurzfilmfestival Oberhausen den Preis der Filmkritik erhielt.
Dieser Film lief auch im Wettbewerb der Kurzfilm Festivals von Moskau, Bilbao und Krakau. 
Im Rahmen der internationalen Regieseminare am Künstlerhaus Bethanien erwarb sie  Regie- und Dramaturgie-Erfahrungen bei Krzysztof Kieślowski, Agnieszka Holland, Luc Bondy und Filip Bajon. Danach erhielt sie vom Filmbüro NRW eine Drehbuchförderung für das Filmprojekt Imago  sowie für den Film Die Gunst des Augenblicks Fördergelder von Berlin und Hamburg.

## Filmografie
- Streit um drei (1998) TV
- alphateam[2]
- Schloss Einstein (2001) TV-Serie[3]

## Hörspiele
- Der schlüpfrige Dreispitz, SFB
- Vom Melken, die sinnlich übersinnlichen Abenteuer des Walter Wolkenstein, DS-Kultur
- Das Märchen vom Schlaf, Deutschlandradio.
- Armadillio, NDR (Hörspielförderung der Filmstiftung NRW).
- Taraitualuk Hörspielförderung der Filmstiftung NRW.
- Der hinkende Hund, NDR

Gemeinsam mit dem Schauspieler Klaus Bueb betrieb sie den Parodie Internetsender spinwebtv.de und wurde gefördert von der nordmedia. sowie travelshooter
In fünf Programmen entstanden über 100 Videos, die spinweb Talkrunde wurde vom ZDFtheaterkanal übernommen und gesendet, zwei Folgen liefen in dem TV Magazin Polylux. 